# Delias enniana
Delias enniana é uma borboleta da família Pieridae. Ela foi descrita por Charles Oberthür em 1880 e pode ser encontrada na Nova Guiné.

## Subespécies
- D. e. enniana
- D. e. contratada Talbot, 1928 (Waigeu)
- D. e. hidehitoi Morita, 2003 (Salawati)
- D. e. obsoleta Rothschild, 1915 (Misool)
- D. e. majoripuncta Joicey & Talbot, 1922 (Ilha Numfoor)
- D. e. reducta Rothschild, 1915 (rio Eilanden, sudeste Irian Jaya, sudoeste da Papua Nova Guiné)
- D. e. ecceicei Joicey & Talbot, 1916 (sudeste da Papua Nova Guiné)